# Tipula (Lunatipula) geja
Tipula (Lunatipula) geja is een tweevleugelige uit de familie langpootmuggen (Tipulidae). De soort komt voor in het Palearctisch gebied.